# Tethepomyia
Tethepomyia – wymarły rodzaj owadów z rzędu muchówek i rodziny Tethepomyiidae.
Były to drobne muchówki o ciele długości około 1,5–2,2 mm. Głowa u samców była kulista, u samic półkulista. Oczy były bardzo duże, u samców rozstawione holoptycznie. Czułki miały silnie lub całkowicie zredukowany biczyk. Ryjek był szczątkowy lub całkiem zanikły. Szyja była wydłużona. Śródplecze pozbawione było zarówno dużych jak drobnych szczecinek. Odnóża miały golenie pozbawione ostróg. Skrzydła cechowała silna redukcja użyłkowania i brak płata analnego. Niekompletna żyłka kostalna nie dochodziła do wierzchołka nierozgałęzionego sektora radialnego. Całkowitemu zanikowi uległy żyłki radialne R2+3 i R4+5 oraz żyłka poprzeczna radialno-medialna. Tylny brzeg skrzydła pozbawiony był delikatnych szczecinek. Narządy rozrodcze samca skierowane były ku tyłowi, zaopatrzone w prostej budowy gonokoksyty i gonostyle. Samice miały silnie zmodyfikowany owiskapt żądłowatego kształtu.
Owady te były prawdopodobnie wyspecjalizowanymi parazytoidami, a owiskapt samic służył porażaniu ofiar.
Takson ten wprowadzony został w 1999 roku przez Davida A. Grimaldiego i Jeffreya M. Cumminga. Początkowo nie został umieszczony w żadnej rodzinie. W 2008 Grimaldi i Antonio Arillo sklasyfikowali go wraz z rodzajem Tethepomima w nowej rodzinie Tethepomyiidae. Dotychczas opisano 4 gatunki z tego rodzaju:
- Tethepomyia buruhandi Grimaldi et Cumming, 2011 – opisany na podstawie inkluzji samicy pochodzącej z górnego aptu lub albu, odnalezionej w Sierra de Cantabria w Hiszpanii. Miał 1,56 mm długości ciała i 1 mm długości skrzydła. Czułki miały U-kształtny pierwszy człon biczyka. Omatidia nie wykazywały różnic między górną a spodnią częścią oka. Użyłkowanie cechowała obecność szczątkowych żyłek radialnych R2+3 i R4+5 oraz krótkie rozwidlenie przedniej żyłki kubitalnej[1].
- Tethepomyia coxa Grimaldi, 2016 – opisany na podstawie inkluzji samicy pochodzącej z wczesnego cenomanu, odnalezionej w stanie Kaczin w Mjanmie[4].
- Tethepomyia thauma Grimaldi et Cumming, 1999 – opisany na podstawie inkluzji samca pochodzącej z turonu, odnalezionej w stanie New Jersey w USA. Miał 1,66 mm długości ciała. Czułki miały duży trzonek i U-kształtny pierwszy człon biczyka. Omatidia nie wykazywały różnic między górną a spodnią częścią oka[3].
- Tethepomyia zigrasi Grimaldi et Cumming, 2011 – opisany na podstawie inkluzji samicy pochodzącej z wczesnego cenomanu, odnalezionej w stanie Kaczin w Mjanmie. Miał 2,15 mm długości ciała. Czułki miały drobny trzonek i duży, U-kształtny pierwszy człon biczyka. Omatidia wykazywały różnice między górną a spodnią częścią oka. Użyłkowanie cechowały pogrubione żyłki: kostalna i sektor radialny oraz kompletne odcinki nasadowe żyłki medialnej i kubitalnej[2].